# عبد الرحمن بن قاسم
أبو عبد الله، عبد الرحمن بن محمد بن عبد الله بن عبد الرحمن بن محمد بن قاسم العاصمي، الشيخ الإمام العالم العلامة العامل المحقق المدقق المجتهد المتفنن (1312 هـ - 8 شعبان 1392 هـ)، من آل عاصم من قبيلة قحطان. يُشتهر بأنه من جمع فتاوى ابن تيمية وفتاوى أئمة نجد. ولع في أوليته بالتاريخ والأنساب والجغرافيا ووقعت له قضية بسبب التاريخ (كتاب)، فأحرق كثيرا من أوراقه.

## عائلته
توجد شجرة لآل قاسم وضع أصلها عبد الرحمن بن قاسم في عام 1346 هـ.
كان استقرار عائلته في بلدة البير التي تبعد اليوم عن العاصمة الرياض من جهة الشمال ما يقارب 120 كيلومتر (75 ميل) وفيها وُلدَ. عند بلوغه الثاني عشر توفي والده محمد سنة 1324 هـ وتربى في حجر أمه «هيا بنت عباد بن حمد بن علي بن محمد بن حمد العباد» فاهتمت بتربيته وتحفيظه للقرآن الكريم ودفعه إلى طلب العلم.
جده هو عبد الله بن قاسم، كان فارسًا قُتل بينما كان يقوم بمرافقة من يذهب من بلدته إلى القرى المجاورة. وله أخوان؛ الأول هو عبد العزيز بن محمد (وُلد 1337 هـ)، وهو أخ له من أبيه، فوالدته ابنة محمد بن عبد الله بن راشد. أما الأخ الثاني فهو عبد الله بن محمد، أخ له من أبيه، ووالدته من عائلة الحماد. وله أخت من أب، هي "سارة بنت محمد" توفيت في شهر جمادى عام 1422 هـ.
أنجب 8 أولاد؛ "عبد الله" (توفي 6 جمادى الآخرة 1402 هـ)، "إبراهيم" (توفي وهو ابن أربعين يوماً)، "محمد" (توفي الثلاثاء 7 جمادى الآخرة 1421 هـ)، "عبد العزيز" (توفي قبل والده بـ18 شهرًا في محرم عام 1391 هـ)، "أحمد"، "سليمان" (توفي في شوال 1421 هـ إثر مرض أصابه)، "ناصر"، "سعد"، "حمد".
وله 3 بنات؛ الأولى (توفيت قبل والدها): تزوجها حمد بن عبد الله المحيذيف. الثانية: تزوجها عبد الرحمن بن عبد العزيز بن القاسم وهي والدة الشيخ عبد الله بن عبد الرحمن القاسم القاضي في المحكمة المستعجلة بالرياض. الثالثة: تزوجها محمد بن عبد الرحمن القاسم وهي والدة الشيخ عبد العزيز بن محمد القاسم القاضي في محكمة خميس مشيط سابقاً.

## شيوخه
- الشيخ، عبد الله بن عبد اللطيف آل الشيخ (1265 هـ - 1339 هـ)، جد الملك فيصل، وأحد علماء الدعوة النجدية التي دعا بها محمد بن عبد الوهاب، وزعيم العلماء السعوديين في نهاية القرن التاسع عشر. نشأ بالأحساء عند جده لأمه الشيخ عبد الله بن أحمد الوهيبي، وقرأ القرآن حتى حفظه. ثم أتى به والده العلامة الشيخ عبد اللطيف من الأحساء إلي الرياض، وهو في الرابعة عشرة من عمره. فمكث عند والده وقرأ عليه في التوحيد والفقه والحديث والتفسير، وعلى جده الشيخ عبد الرحمن بن حسن. وذلك في آخر ولاية فيصل ابن الإمام تركي بن عبد الله. ليصبح في ما بعد أحد أبرز علماء نجد.[3]

تلقى عنه عبد الرحمن بن قاسم علوم التوحيد والعقائد والتفسير والحديث والفقه وغيرها.
- العلامة، المحدث، الفقيه، النحوي، الشيخ، عبد الله العنقري (1290 هـ - 1373 هـ)، قاضي مقاطعة سدير، كان عنده مكتبة من أنفس المكتبات لاشتمالها على الكتب الخطية النادرة. وقد أخذ العلم عن جماعة من علماء نجد، منهم الشيخ إسحاق بن عبد الرحمن آل الشيخ، وكان يسميه صاحب العمدتين؛ عمدة الحديث للشيخ عبد الغني المقدسي وعمدة الفقه للشيخ الموفق بن قدامة، لأن هاتين العمدتين من محفوظاته. كانت له عناية شديدة بالفقه الحنبلي. قام بالتدريس والتأليف وكتابة الفتاوى المحررة، التي سلك فيها مسلك التحقيق من ذكر الدليل والتعليل والترجيح لما رجحه الدليل من أقوال المجتهدين. وقد ألف حاشية على الروض المربع، وجمع بين حاشيتي المقنع المنسوبتين إلى العلامة الشيخ سليمان بن عبد الله آل الشيخ، وله تعاليق على نونية ابن القيم.[4]

لازمه عبد الرحمن بن قاسم، وكان من أخص تلاميذه.
- الشيخ، الفقيه، ابن محمود (1250 هـ - 1333 هـ)، يمت نسبه إلى علي بن أبي طالب، من فاطمة الزهراء رضي الله عنها. ويجتمع مع آل حامد، المعروفين في السيح من قرى الأفلاج. قرأ القرآن حتى ختمه نظرا وعن ظهر قلب. ثم اشتغل بقراءة العلم على قاضي بلدة ضرماء آنذاك، الكفيف، عبد الله بن نصير المطرفي. كما قرأ في الرياض على الشيخ العلامة عبد الرحمن بن حسن ابن شيخ الإسلام محمد بن عبد الوهاب وابنه الشيخ عبد اللطيف ابن الشيخ عبد الرحمن والشيخ عبد الرحمن بن عدوان أحد قضاة الرياض في زمنه والشيخ عبد العزيز بن شلوان من قضاة الرياض آنذاك. قم بتدريس الفقه الحنبلي وصلَّى بالناس الفروض الخمسة بمسجد الجامع الكبير.[5]

سمع منه عبد الرحمن بن قاسم، فأخذ عنه الفقه والفرائض.
- العلامة، الورع، الزاهد، الشيخ، سعد بن حمد بن عتيق. نشأ في كنف والده الشيخ حمد وقرأ عليه جملة من المتون المؤلفة في توحيد العبادة وتوحيد الأسماء والصفات والفقه والحديث والنحو. ثم سافر إلي الهند واجتمع بالشيخ صديق بن حسن خان وقرأ عليه وأخذ عن الشيخ شريف حسين والشيخ محمد بشير السندي والشيخ سلامة الله الهندي وعن الشيخ حسين بن محسن الأنصاري الخزرجي اليماني المقيم بالهند وبقي تسع سنين يقرأ عليهم. ثم عاد إلى وطنه وقرأ على بعض الشيوخ وأخذ من جماعة من علماء مكة. تولى قضاء الأفلاج.[6]

درس عنده عبد الرحمن بن قاسم، التوحيد والحديث.
- محمد بن مانع (1300 هـ - 1385 هـ).[7]
- محمد بن عبد اللطيف آل الشيخ (1273 هـ - 1367 هـ).[8]
- حسن بن حسين آل الشيخ (1266 هـ - 1341 هـ).[9]
- حمد بن فارس (1263 هـ - 1345 هـ).[10]
- سليمان بن سحمان (1266 هـ - 1349 هـ).[11]
- عبد الله بن راشد بن جلعود العنزي (1279 هـ - 1339 هـ).[12]

## تلاميذه
- عبد الله بن جبرين.
- عبد الرحمن بن فريان.
- فهد بن حمين.
- عبد الرحمن بن مقرن.
- حمود عقلا الشعيبي.

وكان اعتناؤه في الغالب بعلم العقيدة والتفسير والحديث والفقه والفرائض، وكان مجلسه للدرس مرة في اليوم.

## مؤلفاته وتحقيقاته
1. مجموع فتاوى شيخ الإسلام ابن تيمية، (37) مجلداً (بمساعدة ابنه محمد).
2. المستدرك على مجموع فتاوى شيخ الإسلام (5) مجلدات.
3. الدرر السنية في الأجوبة النجدية، (16) مجلداً.
4. حاشية الروض المربع، (7) مجلدات.
5. متن أصول الأحكام، (مجلد).
6. شرح أصول الأحكام، (4) مجلدات.
7. حاشية كتاب التوحيد، (مجلد).
8. حاشية ثلاثة الأصول، (مجلد).
9. حاشية الدرة المضية، (مجلد).
10. السيف المسلول على عابد الرسول، (مجلد).
11. مقدمة في أصول التفسير، (مجلد).
12. حاشية مقدمة التفسير، (مجلد).
13. حاشية مقدمة الرحبية، (مجلد).
14. حاشية الآجرومية، (مجلد).
15. وظائف رمضان، (مجلد).
16. تحريم حلق اللحى، كُتيب لطيف.
17. ملخص الفواكه العديدة في المسائل المفيدة، (مجلدين).
18. كتاب التاريخ، (مجلدين).

### فهرس المراجع
1. ↑  ابن قاسم (1977)، ج. 1، ص. 3/6.
2. ↑  الزركلي (2002)، ج. 3، ص. 336.
3. ↑  آل الشيخ (1974)، ص. 101.
4. ↑  آل الشيخ (1974)، ص. 246.
5. ↑  آل الشيخ (1974)، ص. 189/190.
6. ↑  آل الشيخ (1974)، ص. 213/214.
7. ↑  آل الشيخ (1974)، ص. 267-271.
8. ↑  البسام (1998)، ج. 7، ص. 134-139.
9. ↑  آل الشيخ (1974)، ص. 113/114.
10. ↑  آل الشيخ (1974)، ص. 98/99.
11. ↑  آل الشيخ (1974)، ص. 200-212.
12. ↑  "الجزيرة (صحيفة)". مؤرشف من الأصل في 2023-02-01. اطلع عليه بتاريخ 2023-07-16.

### المعلومات الكاملة للمراجع
- عبد الرحمن بن عبد اللطيف بن عبد الله آل الشيخ (1974)، مشاهير علماء نجد وغيرهم، الرياض: دار اليمامة للبحث والترجمة والنشر، OCLC:4770119923، QID:Q118387585
- عبد الرحمن بن قاسم (1977)، حاشية الروض المربع شرح زاد المستقنع (ط. 1)، الرياض: المطابع الأهلية للأوفست، QID:Q120637171
- عبد الله البسام (1998)، علماء نجد خلال ثمانية قرون (ط. 2)، الرياض: دار العاصمة، OCLC:4770437208، QID:Q120692979
- خير الدين الزركلي (2002)، الأعلام: قاموس تراجم لأشهر الرجال والنساء من العرب والمستعربين والمستشرقين (ط. 15)، بيروت: دار العلم للملايين، OCLC:1127653771، QID:Q113504685

## وصلات خارجية
الشيخ عبد الرحمن بن قاسم حياته وسيرته ومؤلفاته